# Chagny (Saona i Loira)
Chagny és un municipi francès, situat al departament de Saona i Loira i a la regió de Borgonya - Franc Comtat. L'any 2007 tenia 5.391 habitants.

## Demografia

### Població
El 2007 la població de fet de Chagny era de 5.391 persones. Hi havia 2.324 famílies, de les quals 800 eren unipersonals (376 homes vivint sols i 424 dones vivint soles), 688 parelles sense fills, 648 parelles amb fills i 188 famílies monoparentals amb fills.
La població ha evolucionat segons el següent gràfic:
Habitants censats

### Habitatges
El 2007 hi havia 2.543 habitatges, 2.364 eren l'habitatge principal de la família, 32 eren segones residències i 147 estaven desocupats. 1.360 eren cases i 1.177 eren apartaments. Dels 2.364 habitatges principals, 1.124 estaven ocupats pels seus propietaris, 1.184 estaven llogats i ocupats pels llogaters i 56 estaven cedits a títol gratuït; 43 tenien una cambra, 256 en tenien dues, 607 en tenien tres, 725 en tenien quatre i 733 en tenien cinc o més. 1.263 habitatges disposaven pel capbaix d'una plaça de pàrquing. A 1.139 habitatges hi havia un automòbil i a 744 n'hi havia dos o més.

### Piràmide de població
La piràmide de població per edats i sexe el 2009 era:
| Homes | Edats   | Dones |
| ----- | ------- | ----- |
| 4     | 95 o +  | 8     |
| 0     | 90 a 94 | 60    |
| 36    | 85 a 89 | 88    |
| 48    | 80 a 84 | 72    |
| 88    | 75 a 79 | 160   |
| 128   | 70 a 74 | 144   |
| 124   | 65 a 69 | 200   |
| 104   | 60 a 64 | 132   |
| 132   | 55 a 59 | 104   |
| 148   | 50 a 54 | 184   |
| 192   | 45 a 49 | 228   |
| 192   | 40 a 44 | 180   |
| 208   | 35 a 39 | 188   |
| 200   | 30 a 34 | 208   |
| 204   | 25 a 29 | 164   |
| 124   | 20 a 24 | 200   |
| 180   | 15 a 19 | 176   |
| 224   | 10 a 14 | 144   |
| 176   | 5 a 9   | 148   |
| 160   | 0 a 4   | 144   |

## Economia
El 2007 la població en edat de treballar era de 3.405 persones, 2.508 eren actives i 897 eren inactives. De les 2.508 persones actives 2.207 estaven ocupades (1.210 homes i 997 dones) i 301 estaven aturades (124 homes i 177 dones). De les 897 persones inactives 313 estaven jubilades, 298 estaven estudiant i 286 estaven classificades com a «altres inactius».

### Ingressos
El 2009 a Chagny hi havia 2.488 unitats fiscals que integraven 5.496,5 persones, la mediana anual d'ingressos fiscals per persona era de 16.161 €.

### Activitats econòmiques
Dels 298 establiments que hi havia el 2007, 5 eren d'empreses extractives, 13 d'empreses alimentàries, 2 d'empreses de fabricació de material elèctric, 2 d'empreses de fabricació d'elements pel transport, 13 d'empreses de fabricació d'altres productes industrials, 25 d'empreses de construcció, 82 d'empreses de comerç i reparació d'automòbils, 12 d'empreses de transport, 24 d'empreses d'hostatgeria i restauració, 2 d'empreses d'informació i comunicació, 25 d'empreses financeres, 13 d'empreses immobiliàries, 26 d'empreses de serveis, 29 d'entitats de l'administració pública i 25 d'empreses classificades com a «altres activitats de serveis».
Dels 77 establiments de servei als particulars que hi havia el 2009, 1 era una oficina d'administració d'Hisenda pública, 1 gendarmeria, 1 oficina de correu, 10 oficines bancàries, 2 funeràries, 5 tallers de reparació d'automòbils i de material agrícola, 1 taller d'inspecció tècnica de vehicles, 1 establiment de lloguer de cotxes, 2 autoescoles, 5 paletes, 1 guixaire pintor, 7 fusteries, 5 lampisteries, 3 electricistes, 10 perruqueries, 1 veterinari, 12 restaurants, 4 agències immobiliàries, 2 tintoreries i 3 salons de bellesa.
Dels 40 establiments comercials que hi havia el 2009, 3 eren supermercats, 1 un supermercat, 1 una botiga de més de 120 m², 6 fleques, 5 carnisseries, 1 una botiga de congelats, 2 llibreries, 5 botigues de roba, 3 botigues d'equipament de la llar, 5 sabateries, 1 una sabateria, 2 botigues de material esportiu, 1 una perfumeria i 4 floristeries.
L'any 2000 a Chagny hi havia 9 explotacions agrícoles que ocupaven un total de 690 hectàrees.

## Equipaments sanitaris i escolars
El 2009 hi havia 1 hospital de tractaments de curta durada, 1 psiquiàtric, 3 farmàcies i 2 ambulàncies.
El 2009 hi havia 2 escoles maternals i 2 escoles elementals. Chagny disposava de 2 col·legis d'educació secundària amb 955 alumnes.

## Poblacions més properes
El següent diagrama mostra les poblacions més properes.